# Kyoukai no Kanata
Kyoukai no Kanata (яп. 境界の彼方, англ. Beyond the Boundary, укр. За межею (За гранню)) — серія ранобе автора Нагому Торіі, ілюстратор — Чізе Камої. Робота отримала почесну згадку під час конкурсу премії Kyoto Animation в 2011. Kyoto Animation опублікувала три томи, що виходили з червня 2012 по грудень 2013. Трансляція аніме-адаптації Kyoto Animation розпочалася 2 жовтня 2013. Всього вийшло 12 серій, а також 5 серій ONA і одна серія OVA. У 2015 році вийшов фільм з двох частин  Beyond the Boundary: I'll Be Here.

## Сюжет
Темні сили йдуть за старшокласником Акіхіто Канбарою. Одного разу він зустрічає новеньку Мірай Куріяму, коли вона ось-ось готова зістрибнути з даху школи. Мірай володіє здатністю маніпулювати кров'ю та перетворювати її на зброю, даром, що є унікальним навіть серед мисливців світу духів. Не знаючи цього, Канбара вирішує врятувати дівчину, біжить туди і просить школярку не стрибати, але у відповідь вона протикає його своїм мечем. Мисливиця не підозрює, що Акіхіто — наполовину людина, наполовину йому, всі рани на ньому відразу загоюються. Після того, як Акіхіто рятує Мірай, починають відбуватися тривожні події.

## Персонажі
- Мірай Куріяма (яп. 栗山 未来)

Мірай — старшокласниця з низькою самооцінкою та здібністю маніпулювати кров'ю, що є унікальним навіть у рамках мисливців на духів. Ця здатність змушує дівчину ізолюватися від суспільства та ледве не зістрибнути з даху школи, поки її не рятує Акіхіто. У неї є страх убивства.
- Акіхіто Канбара (яп. 神原 秋人)

Акіхіто — старшокласник, хто є наполовину людиною, наполовину — йому, його рани швидко загоюються, він безсмертний і використовується в ролі практики, щоб подолати страх Мірай вбивати йомусів. Він є членом Літературного клубу.
- Міцукі Насе (яп. 名瀬 美月)

Мітцукі — старшокласниця та подруга дитинства Акіхіто. Любить жартувати над останнім і має до нього романтичні почуття. Президент Літературного клубу. Її клан управляє мисливцями на духів в своєму районі.
- Хіроомі Насе (яп. 名瀬 博臣)

Брат Мітцукі. Також є членом Літературного клубу.

## Медіа

### Ранобе
Beyond the Boundary починається як серія ранобе автора Нагому Торії, ілюстратора Чісе Камоі. Перший том був опублікований 9 червня 2012, всього вийшло 3 томи.
| № | Дата виходу   | ISBN                   |
| - | ------------- | ---------------------- |
| 1 | 9 червня 2012 | ISBN 978-4-9905812-4-4 |
| 2 | 8 квітня 2013 | ISBN 978-4-907064-04-4 |
| 3 | 2 жовтня 2013 | ISBN 978-4-907064-07-5 |

### Аніме
Аніме-адптація продюсера Kyoto Animation і режисера Таічі Ісідате почалася 2 жовтня 2013. Опенінг «Kyōkai no Kanata» (яп. 境界の彼方) виконує Мінорі Чінара, ендінг «Daisy» — Stereo Dive Foundation.
Аніме транслюється також на Crunchyroll.